# 墨西哥电信
Telmex，即墨西哥电信公司，总部位于墨西哥市，为墨西哥以及 阿根廷、智利、哥伦比亚、巴西、厄瓜多尔、秘鲁、委内瑞拉 等其他拉丁美洲国家提供电信产品和服务。 
Telmex仍然是墨西哥主要的固定电话运营商。 除了传统的固定电话服务以外，Telmex还提供互联网接入，数据，托管服务和IPTV服务。Telmex拥有墨西哥城的90%的电话线路和整个国家80%的线路。 Telmex是美洲电信的全资子公司。

## 历史
Telmex于1947年成立于墨西哥，当时一群墨西哥投资者购买了瑞典爱立信的墨西哥分公司。 1950年，这群投资者又购买了ITT公司的墨西哥分公司，从而使得该公司成为该国唯一的电话提供商。1972年，墨西哥政府购买了该公司，使其成为一个由国家垄断的公司。
在1990年，Telmex被由Carlos SlimHelú，法国电信和西南贝尔公司组成的投资者买下，其中，西南贝尔公司的投标最大。然而，有争议的是，支付本身使用的是未来几年内的电话服务收入。
私有化后，Telmex开始投资新的现代基础设施建设，创建了一个全国性的光纤网络，从而为该国大部分地区提供服务。
1991年，墨西哥政府出售其在Telmex的剩余股票。
虽然Telmex现在是一个私人公司，但它仍然是一个准垄断企业。 墨西哥还有其他电话公司，但他们未能成为Telmex的激烈竞争对手。 这些公司包括：Alestra(原 AT&T)，Axtel，Maxcom，Megacable，Totalplay及 Televisa拥有子公司(丽兹/Cablemás)。

## 手机移动设备

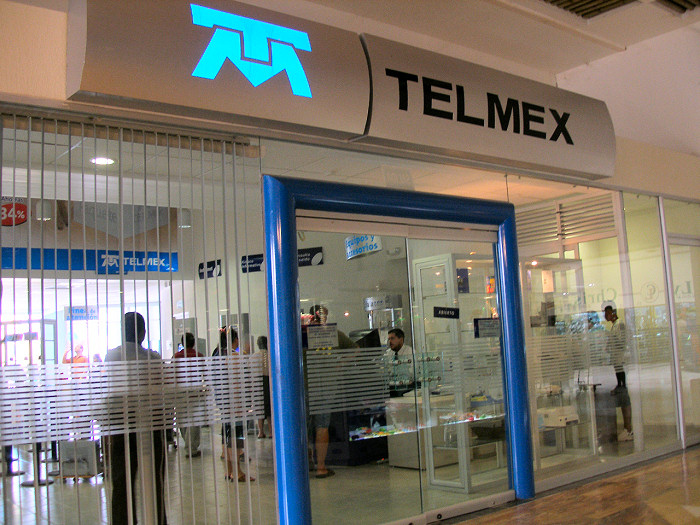
Telmex零售商店

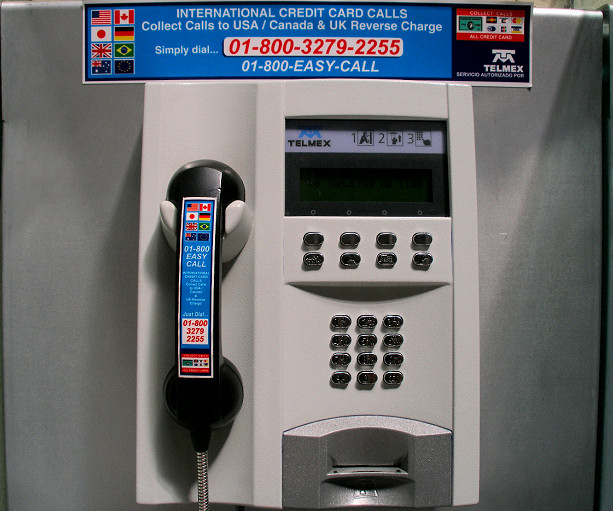
Telmex付费电话

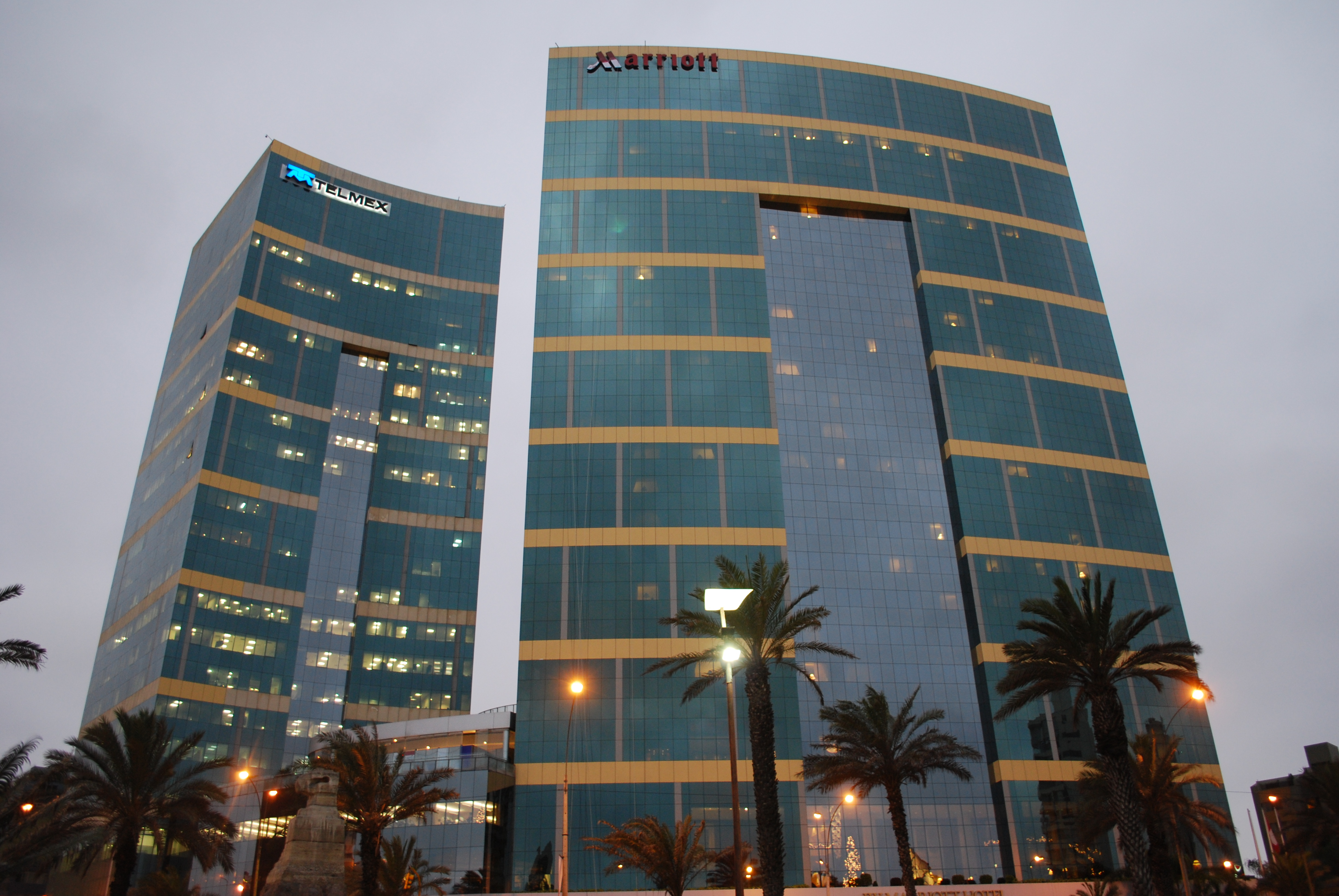
Telmex广告 - 利马jw万豪酒店

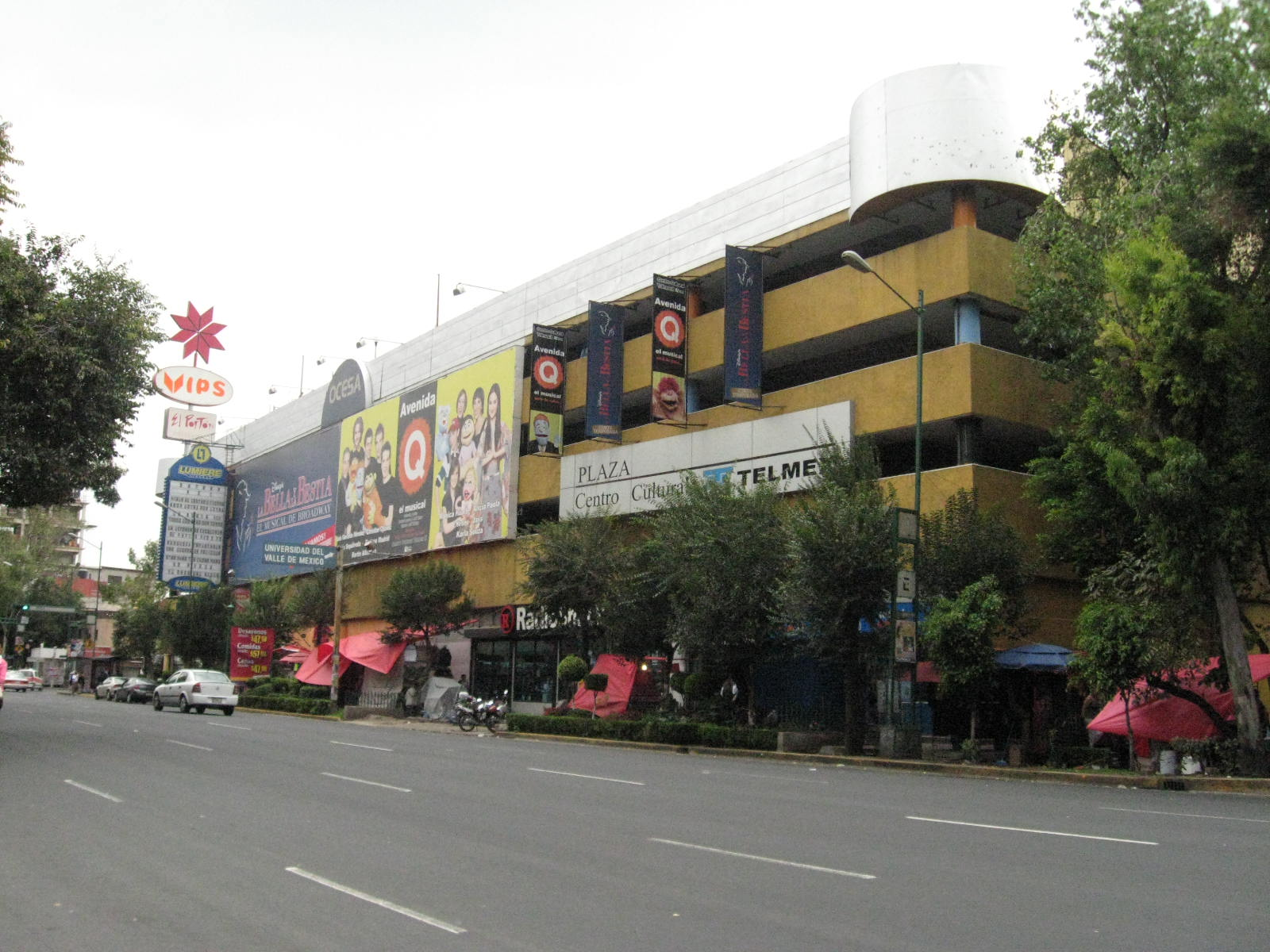
Centro Cultural Telmex的视图，位于墨西哥城地铁站Cuauhtemoc附近的Avenida Chapultepec

在20世纪90年代，移动电话在普通人群中越来越受欢迎。早期的移动电话市场领导者是Iusacell，Telmex市场份额很小。Telmex仅通过一个名为Radio Móvil Dipsa的子公司，以Telcel作为品牌名提供移动通信服务。虽处刚开始时Telcel在移动市场上处于第二名的位置，但市场份额远远落后于Iusacell。但在1995年，墨西哥货币危机严重打击了许多墨西哥消费者。Iusacell选择侧重富裕阶层，为其提供昂贵的计划，而Telcel则开始提供首批预付费手机计划。虽然，事实上，Telcel提供的服务与Iusacell的一样昂贵，但预付计划的成功最终促使Telcel在两年之内得到足够的成长并成为移动市场的领导者。
在2000年，Telmex拆分了他们的移动部门，创造了 América Móvil，其控制无线电Móvil Dipsa并作为一个独立的个体自由发展自己的业务。，尽管它80％的业务始于移动市场。
2010年，America Móvil(一个来自母公司Telmex的独立公司)用230亿美元买下了Telmex 60%的股份。2011年，America Móvil公司购买了Telmex剩余的40%的股份。2012年，America Móvil着手将Telmex从墨西哥的股票交易所中除名。

## 互联网
在20世纪90年代中期，Telmex作为互联网服务提供商 (ISP) 以Unint作为品牌开始提供互联网接入服务。一年后，这个品牌更名为Telmex Internet Directo Personal (Telmex Direct Personal Internet)。1996年，Telmex收购了 Prodigy Communication，并将这个品牌带到了墨西哥，将其重命名为the service Prodigy Internet de Telmex。由于它们全国性的覆盖范围，Telmex迅速成为全国领先的互联网服务提供商。截至2005年，Telmex作为互联网服务提供商拥有超过80%的市场，并且也是以 Prodigy Infinitum (ADSL)为品牌的宽带接入领导者。
在2001年, Telmex将美国分部的 Prodigy Communications 出售给被戏称为奇才通信的SBC, 然而, Telmex继续拥有并运营位于墨西哥的 Prodigy。在2004年, Telmex宣称Prodigy Internet的用户数量增长了190%。
Telmex在2009年从其广告取消了Prodigy这个名称，之后将其更换为Telmex网路服务名下的"Infinitum"品牌。不过墨西哥的当地网站MSN仍在使用Prodigy这个名称。

## 电视
Telmex拥有TV UNO和 Claro Sports。

## 竞争
在20世纪90年代中期， AT&T公司和世通公司 (MCI)等其它公司开始在墨西哥运营，代表了于Telmex而言的第一次强有力的竞争。然而，由于Telmex已有的垄断地位和完善的基础设施和复盖范围，一般认为这些竞争对手没有对Telmex造成太大的威胁。

## 扩张
Telmex在脱离América Móvil后开始了扩张计划，它先是购买了危地马拉 Telgua。然后又购买了中美洲的前国营电话公司，并开始在美国与运营美国的Telmex。
2004年，Telmex疯狂购买了一系列南美洲价值被低估的运营商，包括购买AT&T在拉丁美洲的业务，并在哥伦比亚，委内瑞拉, 秘鲁，巴拉圭, 智利, 阿根廷, 巴西和乌拉圭等地开展业务，并且增加了在美国的业务范围。同一年，Telmex从MCI巴西最大和最重要的长途运营商Embratel那里收购了智利的Chilesat，控制了阿根廷的Techtel(在阿根廷和乌拉圭运营)，其中它已经拥有60%的股份，又从Techint集团购买其余的40%股份，并购买了阿根廷的Metrored。在美国，Telmex买下了破产MCI13.4%的股权。
同时，姐妹公司美洲移动开展类似的战略，通过获取蜂窝经营者CTI莫维在阿根廷和乌拉圭，Claro在巴西和秘鲁门在厄瓜多尔和Comcel在哥伦比亚。
2005年，Telmex将其在MCI的股份出售给Verizon。
截至2006年1月，Telmex继续在拉丁美洲和美国购买资产。
在2006年3月，有传言称，Telmex正在收购Verizon在加勒比地区的业务。该报告说，该操作可以包括每个市场上的无线操作。这笔销售总额的估计接近3亿美元。
在2006年11月，美国大使馆电报通过发布的Wikileaks将Telmex列为"墨西哥垄断者"之一，它拥有固定电话95%的市场份额。其竞争对手TTelcel以移动电话服务80％的市场份额也被列入其中。
在2006年11月，Telmex宣布了同意收购哥伦比亚的TV Cable and Cable Pacifico的协议。TV Cable提供有线电视、互联网和语音IP服务，已运行20年。截至2013年该公司为Bogotá和Cali的164 000名用户提供服务。Cable Pacifico服务于九个州，不过它主要的业务在麦德林。截至2013年,Cable Pacifico 拥有大约100,000个订户。
在2007年1月，America Movil收购了Verizon在Puerto Rico的业务，几天后，Telmex和America Movil宣布它们同等合资企业已同意与 Verizon Communications Inc. (“Verizon”) 终止该合资企业获取收购Verizon在Compañía Anónima Nacional Teléfonos de Venezuela (CANTV)间接股权的协定；随后，委内瑞拉政府于2007年5月收购了Verizon在CANTV持有的所有股份，占总额的86.2%。
在2007年1月，Telmex发布了Prodigy Media，这是向墨西哥市场提供三重播放服务器的第一步。几天后，Telmex开始在智利建立第一个无线网络，提供本地的、长距离的因特网服务，涵盖智利98%的人口。This article is an ad
在2007年3月，Telmex收购了厄瓜多尔的Ecutel，一家专为企业市场提供的服务的小型电信公司。
在2007年4月，Telmex宣布同意收购哥伦比亚的CABLECENTRO和SATELCARIBE。
CABLECENTRO提供有线电视和互联网接入服务以，已经运营7年。 目前，该公司在包括波哥大，库库塔，布卡拉曼加伊瓦格和Neiva及其他哥伦比亚的50多个城市开展业务。
SATELCARIBE提供有线电视和互联网接入服务，已经运营7年。目前，该公司在卡塔赫纳、圣玛尔塔、巴耶杜帕尔、Sincelejo和蒙特里亚等15个以上的哥伦比亚的城市中开展业务。
在2007年12月，Telmex将其拉丁美洲和黄页目录上的业务转移到一个新的、独立的个体——Telmex Internacional。

## 美洲电信接管
在2010年1月，美洲电信，拉丁美洲最大的移动电话公司，提出购买Telmex和Telmex internal，以便更好地与西班牙的Telefonica和马来西亚的马来西亚电信竞争。该收购于2010年2月11日在墨西哥的CFC（ComisiónFederal de Competencia）反托拉斯办事处批准。
美洲电信曾是Telmex的移动部门，但在2001年，美洲电信被拆分，并且成长得比前母公司更强大。